# Renate Blume
Renate Blume  (n. 3 mai 1944, Bad Wildungen, Gau Kurhessen⁠(d), Germania Nazistă)  este o actriță de film germană. Printre cele mai cunoscute filme ale sale se numără Der geteilte Himmel (1964), Ulzana, căpetenia apașilor (1974) și Kit în Alaska (1974).

## Biografie
Născută în anul 1944 în Bad Wildungen, Hessen, Renate Blume a crescut la Dresda și trebuia inițial să devină medic, dar a studiat la Școala de Teatru de Stat din Berlin-Schöneweide (Hochschule für Schauspielkunst Ernst Busch). Încă din timpul studenției a jucat un rol principal alături de Eberhard Esche în filmul DEFA Der geteilte Himmel, cu succes la nivel internațional, bazat pe cartea cu același titlu a Christei Wolf.
După absolvirea în 1965 a Școlii de Teatru, s-a aflat aproape exclusiv pe scenă până în 1970, ca membru al Teatrului de Stat din Dresda. Din 1970 până la căderea Zidului Berlinului, a fost membră a ansamblului de actori ai televiziunii est-germane și a jucat în numeroase filme de televiziune, filme și seriale de televiziune, inclusiv în serialul TV Desculț în pat.
După reunificarea germană în 1990, când nu au mai existat contracte, Blume a lucrat ca profesoară de actorie. Din 1992 a primit din nou angajamente pe scenele din Berlin, München, Düsseldorf, Oybin și alte localități, în filme de cinema și televiziune și în seriale de televiziune. În 2001 a fost pe scenă la Festivalul Störtebeker din Ralswiek pe insula Rügen împreună cu Alexander Reed, fiul ei, iar din 2003 poate fi văzută în mai multe roluri pe scena Berlin Criminal Theatre
Din 1969 până în 1974, Renate Blume a fost căsătorită cu regizorul Frank Beyer. Din 1974 până în 1976 a locuit cu actorul Gojko Mitić. Din 1981 până la moartea lui în 1986, a fost căsătorită cu actorul și cântărețul american Dean Reed, care se mutase în RDG. Fiul lui Blume și Beyer, Alexander, a fost adoptat de Dean Reed.

## Filmografie selectivă
- 1964 Der geteilte Himmel, regia Konrad Wolf
- 1967 Die gefrorenen Blitze, regia János Veiczi
- 1974 Ulzana, căpetenia apașilor (Ulzana), regia Gottfried Kolditz
- 1974 Kit în Alaska (Kit & Co), regia Konrad Petzold
- 1977 Die zertanzten Schuhe, regia Ursula Schmenger
- 1980 Die Heimkehr des Joachim Ott (film TV), regia Edgar Kaufmann
- 1982 Der Prinz hinter den sieben Meeren, regia Walter Beck
- 1993 Nur eine kleine Affäre (film TV)
- 1988 Desculț în pat (Barfuß ins Bett, serial TV)
- 2009 Wohin mit Vater?, regia Tim Trageser
- 2011 Lindburgs Fall, regia Franziska Meyer Price